# Venâncio da Silva Moura
Venâncio da Silva Moura, angolski politik, * 1934, † 6. marec 1999.
Med letoma 1992 in 1999 je bil minister za zunanje zadeve Angole.